# Comano
Comano és un comune (municipi) de la província de Massa i Carrara, a la regió italiana de la Toscana, a la Lunigiana. A 1 de gener de 2019 la seva població era de 699 habitants.
Comano limita amb els següents municipis: Licciana Nardi, Monchio delle Corti, Collagna, Fivizzano i Ramiseto.